# Luis Henry Campos
Luis Henry Campos, né le 11 octobre 1995, est un athlète péruvien spécialiste de la marche. Il est champion d'Amérique du sud du 20 000 m marche en 2023.

## Carrière
En avril 2016, il termine quatorzième de la coupe sud américaine de marche à Guyaquil en 1 h 32 min 20 s. En mai, il termine vingt-troisième du 50 km des championnats du monde par équipes à Rome en 4 h 5 min 47 s. Ce temps lui permet de se qualifier pour les Jeux Olympiques de Rio de Janeiro sur cette distance. Il ne peut malheureusement pas terminer la course des jeux et doit abandonner au vingtième kilomètre.
En mai 2019, il remporte la médaille de bronze du 20 000 m marche aux championnats d'Amérique du Sud à Lima en 1 h 24 min 17 s 5. Il est devancé par le colombien Jhon Alexander Castañeda et l'équatorien David Hurtado.
En 2021, grâce à ses bons résultats et son classement mondial, Luis Henry Campos se qualifie pour les Jeux Olympiques de Tokyo sur 20 km, ses deuxièmes jeux olympiques. Il termine quarante-troisième du 20 km des jeux en 1 h 30 min 58 s.
En 2022, il remporte les championnats d'Amérique du Sud de marche sur 35 km à Lima en 2 h 40 min 19 s. Qualifié pour les championnats du monde de Eugene en juillet, il termine quarante-et-unième du 20 km.
En juillet 2023, il remporte les championnats d'Amérique du Sud sur 20 000 mètres marche en 1 h 21 min 25 s 6. Sa compagne, Mary Luz Andía, remporte le même titre dans la catégorie féminine. Ils se qualifient tous les deux pour les championnats du monde de Budapest. Engagé sur les deux épreuves de marche, Luis Henry termine vingt-deuxième du 20 km en battant son record personnel en 1 h 20 min 56 s. Il renonce finalement à prendre le départ du 35 km qui a lieu cinq jours plus tard.

## Palmarès
| Date | Compétition                                   | Lieu           | Résultat | Épreuve         | Temps             |
| ---- | --------------------------------------------- | -------------- | -------- | --------------- | ----------------- |
| 2016 | Championnats d'Amérique du Sud de marche (en) | Guyaquil       | 14e      | 20 km marche    | 1 h 32 min 20 s   |
| 2016 | Championnats du monde par équipe de marche    | Rome           | 23e      | 50 km marche    | 4 h 5 min 47 s    |
| 2016 | Jeux olympiques                               | Rio de Janeiro | -        | 50 km marche    | DNF               |
| 2019 | Championnats d'Amérique du Sud                | Lima           | 3e       | 20 000 m marche | 1 h 24 min 17 s 5 |
| 2021 | Jeux olympiques                               | Tokyo          | 43e      | 20 km marche    | 1 h 30 min 58 s   |
| 2022 | Championnats d'Amérique du Sud de marche (en) | Lima           | 1er      | 35 km marche    | 2 h 40 min 19 s   |
| 2022 | Championnats du monde                         | Eugene         | 41e      | 20 km marche    | 1 h 34 min 2 s    |
| 2023 | Championnats d'Amérique du Sud                | Sao Paulo      | 1er      | 20 000 m marche | 1 h 21 min 25 s 6 |
| 2023 | Championnats du monde                         | Budapest       | 22e      | 20 km marche    | 1 h 20 min 56 s   |
| 2024 | Championnats ibéro-américains                 | Cuiabá         | 3e       | 20 km marche    | 1 h 24 min 54 s   |

## Records
| Épreuve         | Performance       | Lieu       | Date            |
| --------------- | ----------------- | ---------- | --------------- |
| 20 km marche    | 1 h 20 min 56 s   | Budapest   | 19 août 2023    |
| 20 000 m marche | 1 h 21 min 25 s 6 | Sao Paulo  | 29 juillet 2023 |
| 35 km marche    | 2 h 40 min 19 s   | Lima       | 6 février 2022  |
| 50 km marche    | 3 h 59 min 23 s   | Cochabamba | 5 juin 2018     |